# Məşəd
Məşəd är en ort i Azerbajdzjan.   Den ligger i distriktet Ağdaş Rayonu, i den centrala delen av landet, 210 km väster om huvudstaden Baku. Məşəd ligger 37 meter över havet och antalet invånare är 1 382.
Terrängen runt Məşəd är platt. Närmaste större samhälle är Ağdaş, 1,6 km norr om Məşəd. 
Trakten runt Məşəd består till största delen av jordbruksmark. Runt Məşəd är det ganska tätbefolkat, med 90 invånare per kvadratkilometer.